# Carballeda de Valdeorras
Carballeda de Valdeorras – gmina w Hiszpanii, w prowincji Ourense, w Galicji, o powierzchni 222,69 km². W 2011 roku gmina liczyła 1773 mieszkańców.